# Maximilian von Edelsheim
Konstanz Johan Georg Maximilian Freiherr von Edelsheim (* 6. Juli 1897 in Berlin; † 26. April 1994 in Konstanz) war ein deutscher General der Panzertruppe im Zweiten Weltkrieg.

## Leben

### Herkunft
Maximilian war ein Sohn des badischen Kammerherrn und preußischen Oberstleutnants Franz von Edelsheim (1868–1939) und dessen Ehefrau Theda, geborene von Frerichs (1870–1946). Der badische Staatsminister Ludwig von Edelsheim und der Berliner Mediziner Friedrich Theodor von Frerichs waren seine Großväter.

### Militärkarriere
Edelsheim trat nach Ausbruch des Ersten Weltkriegs am 11. August 1914 als Offiziersanwärter in das 2. Garde-Ulanen-Regiment der Preußischen Armee in Berlin ein und wurde am 4. Dezember 1914 zum Fahnenjunker ernannt. Mit seinem Regiment kam er am 20. Februar 1915 an der Ostfront erstmals zum Einsatz und erhielt dort am 30. März seine Beförderung zum Fähnrich sowie am 15. Dezember 1915 zum Leutnant. Als solcher absolvierte er von Februar bis März 1916 einen Maschinengewehr-Lehrgang und übernahm im Anschluss daran den MG-Zug seines Regiments. Am 14. Januar 1917 erfolgte seine Versetzung in das Infanterie-Ersatz-Regiment Nr. 59. Er verblieb dort bis über das Kriegsende hinaus und wurde mit beiden Klassen des Eisernen Kreuzes sowie dem Ritterkreuz II. Klasse des Ordens vom Zähringer Löwen mit Schwertern ausgezeichnet.
Von Januar bis März 1919 war er wieder kurzzeitig bei seinem alten Ulanen-Regiment und schloss sich dann dem Freikorps „Hülsen“ an. Anschließend erfolgte seine Übernahme in die Reichswehr und seine Verwendung im 4. (Preußisches) Reiter-Regiment in Potsdam. Am 31. Juli 1925 wurde Edelsheim Oberleutnant und am 1. Oktober 1926 für zwei Jahre als Ausbildungsoffizier an die Kavallerieschule nach Hannover versetzt. Im April 1929 kam er in den Stab des 2. (Preußisches) Reiter-Regiment nach Osterode in Ostpreußen, wurde am 1. April 1931 zum Rittmeister befördert und am 1. Oktober 1931 Chef der 4. Schwadron des 4. Reiter-Regiments in Perleberg. Am 15. Mai 1935 folgte die Versetzung in den Stab des Kavallerie-Kommandos Potsdam und anschließend seine Verwendung als Adjutant bei der 4. Reiter-Brigade. Als solcher wurde er am 1. März 1936 Major und ab 1. April zum Höheren Kavallerie-Offizier 4 sowie ab 12. Oktober 1937 zum Höheren Kavallerie-Offizier 2 versetzt. Am 29. Juli 1938 wurde Edelsheim zum Kavallerie-Regiment 6 versetzt und mit der Führung des II. Bataillons beauftragt.
Edelsheim übernahm am 10. November 1938 die Radfahr-Abteilung 1 in der 1. Kavallerie-Brigade, wurde am 1. April 1939 Oberstleutnant und führte den Verband zu Beginn des Zweiten Weltkriegs beim Überfall auf Polen und im Westfeldzug. Er erhielt am 30. Juli 1941 das Ritterkreuz des Eisernen Kreuzes. Am 30. September 1941 gab er das Kommando ab, übernahm das Reiter-Regiment 22 und wurde am 17. Dezember 1941 zum Oberst befördert. Im Januar 1942 erhielt sein Regiment die Bezeichnung Schützen-Regiment 26, im Oktober desselben Jahres folgte eine weitere Umbenennung in Panzer-Grenadier-Regiment 26. Vom 8. November 1942 bis 1. März 1943 wurde Edelsheim in die Führerreserve versetzt und am 23. Dezember 1942 mit dem Eichenlaub zum Ritterkreuz des Eisernen Kreuzes (162. Verleihung) ausgezeichnet. Zeitgleich absolvierte er im Januar und Februar 1943 einen Divisions-Führungslehrgang. Man beauftragte ihn anschließend mit der Führung der wiederaufgestellten 24. Panzer-Division in Frankreich und ernannte ihn am 1. Juni 1943, unter gleichzeitiger Beförderung zum Generalmajor, zu deren Kommandeur.
Am 20. Mai 1944 wurde Edelsheim Generalleutnant und am 1. Juni 1944 von seinem Posten abgelöst, um mit der Führung des XXXXVIII. Panzerkorps beauftragt zu werden. In dieser Eigenschaft erhielt er am 23. Oktober 1944 die Schwerter zum Ritterkreuz des Eisernen Kreuzes mit Eichenlaub (105. Verleihung). Die Ernennung zum Kommandierenden General sowie General der Panzertruppe erfolgte am 1. Dezember 1944. Kurz vor Kriegsende gab er das Korps an Generalleutnant Wolf Hagemann ab. Am 3. Mai 1945 reiste eine Delegation unter Leitung von General von Edelsheim zu Übergabeverhandlungen mit der 9. U.S. Army nach Stendal. Am 4. Mai 1945 lehnte zwar die amerikanische Seite unter  Generalmajor James E. Moore wegen Verpflichtungen gegenüber der Sowjetunion eine förmliche Kapitulation der deutschen Seite ab, akzeptierte aber die „individuelle Kapitulation“ von Soldaten der deutschen 9. Armee und 12. Armee sowie die Übernahme auch ziviler Verwundeter, sofern sie mit genügend Begleitpersonal und Medikamenten versorgt seien. In der Folge begann ein Übergang deutscher Soldaten und Zivilisten nach Westen über die Elbe. Auch Edelsheim begab sich in US-amerikanische Kriegsgefangenschaft, aus der er am 31. März 1947 entlassen wurde.